# 椎名KAY太
椎名 KAY太（しいな けいた）は東京都出身の作曲家。
椎名 邦仁（しいな くにひと）の名義も使用している。
過去に、音楽製作プロダクション「ミラクル・バス」に所属していた。

## 主な作品

### 映画
- 2002年 - 明日があるさ THE MOVIE
- 2006年 - タイヨウのうた
- 2006年 - チルドレン
- 2009年 - ぼくはうみがみたくなりました

### テレビドラマ
- 2001年 - レッド（フジテレビ）
- 2001年 - レッツ・ゴー!永田町（日本テレビ）
- 2002年 - ナースマン（日本テレビ）
- 2003年 - 愛しき者へ（フジテレビ）
- 2004年 - 永遠の君へ（フジテレビ）
- 2004年 - ナースマンがゆく（日本テレビ）
- 2005年 - 三角形の定義（フジテレビ）
- 2006年 - 少女には向かない職業（GyaO）
- 2007年 - マグノリアの花の下で
- 2007年 - ガラスの牙（TBS）
- 2009年 - 父、帰る。（NHK総合）

### テレビアニメ
- 2002年4月 - 満月をさがして（テレビ東京）
- 2003年4月 - 無限戦記ポトリス（テレビ東京）
- 2003年 - アズサ、お手伝いします!
- 2004年 - モンキーパンチ漫画活動大写真（WOWOW）

### テレビ番組
- 2002年4月 - ザ!情報ツウ（日本テレビ）
- 2012年　仕事学のすすめ （NHK･Eテレ）
- 2013年4月　100分de名著（NHK･Eテレ）

### テレビCM
- シャープ AQUOS
- JR東海：そうだ 京都、行こう。
- NHK どうもBSです
- ANAスーパーシートプレミアム
- JT
- 東京電力
- サントリービール
- スズキ・スイフト
- ヘーベルハウス
- 野村證券
- ミサワホーム
- 東芝企業
- アサヒ飲料ワンダ
- 富士ゼロックス
- オロナミンCドリンク
- キャデラック
- 岡三証券
- ハウス食品
- P&Gジャパン

### ドラマ主題歌
- 「風のガーデン」
  - 主題歌：ノクターン（歌：平原綾香）
  - 挿入歌：カンパニュラの恋（歌：平原綾香）